# Alexis Le Strat
Pour les articles homonymes, voir Le Strat.
Alexis Le Strat, né Alexis Marie Le Strat le 14 juillet 1898 à Ploërmel (Morbihan) et mort le 30 août 1970 à Rennes (Ille-et-Vilaine), est un homme politique français. 

## Biographie
Il est le fils d'un journalier agricole devenu par la suite directeur d'école. En avril 1917, il est mobilisé pour participer à la première guerre mondiale. Il suit alors une formation de pilote qu'il termine en octobre 1918, peu avant la fin de la guerre. Dans les années 1920, il enseigne en tant qu'instituteur dans plusieurs écoles bretonnes avant d'aller à Rennes et de devenir directeur en 1933. De nouveau mobilisé en 1939, il sera libéré de ses obligations militaire en septembre 1940. De 1945 à 1955, il dirige une école de formation professionnelle.

## Carrière politique
En 1927, il rejoint le parti socialiste SFIO. Dès 1934 il devient vice-président d'un groupe anti-fasciste pour la ville de Rennes. Deux ans plus tard, il est devenu président du Front populaire local. En outre, il a combiné sa profession et la politique de 1934 à 1939 lorsqu'il était secrétaire du SNI. Il a été membre à partir de 1936 de la Commission exécutive de la Fédération des syndicats CGT en Ille-et-Vilaine. Après la Seconde Guerre mondiale, il a intensifié ses activités politiques et a repris en février 1947, le poste de secrétaire de la SFIO au niveau départemental. En octobre de la même année, il entre au conseil municipal de Rennes et devient adjoint au maire. Il participe à l'expansion du logement social. En 1945, sa candidature pour le Conseil général d'Ille-et-Vilaine est un échec.
Au niveau national, il a été candidat en 1946 pour la première fois au Parlement, mais n'est pas élu. En janvier 1956, il est à la tête d'une liste du Parti républicain et de la SFIO pour l'Ille-et-Vilaine. En tant que député socialiste, il participe à la Commission sur l'éducation et la reconstruction, les dommages de guerre et le logement. Dans l'ensemble, il a apporté trois projets de loi. En juin 1958, il vote contre le projet de révision de la Constitution de Charles de Gaulle. La création de la Ve République et les élections lui font perdre son siège en décembre 1958. En décembre 1959, il démissionne du Conseil municipal de Rennes et renouvelle sa candidature à l'Assemblée nationale en 1962 sans succès. Il meurt en 1970 à l'âge de 72 ans.
Un square porte son nom à Rennes dans le quartier du Blosne.

## Détail des fonctions et des mandats
Mandat parlementaire
- 2 janvier 1956 - 8 décembre 1958 : Député socialiste d'Ille-et-Vilaine